# دوآب زالي (مقاطعة دلفان)
دوآب زالي (بالفارسية: دوآب زالی) هي قرية تقع في قسم نورعلي الريفي بمقاطعة دلفان في إيران. يقدر عدد سكانها بـ 331 نسمة بحسب إحصاء 2016.